# Disney California Adventure
Koordinaten: 33° 48′ 20″ N, 117° 55′ 19″ W
Disney California Adventure Park, auch Disney California Adventure oder kurz DCA, ist der zweite Themenpark des Disneyland Resorts in Anaheim, Kalifornien. Eigentümer und Betreiber ist die Walt Disney Company mit ihrem Geschäftsbereich Disney Parks, Experiences and Products. Der 29 Hektar große Park ist thematisch an die Geschichte und Kultur Kaliforniens angelehnt und zelebriert das Abenteuer des Staates durch die Verwendung verschiedener Disney-, Pixar- und Marvel-Studios-Marken. Der Park wurde am 8. Februar 2001 als Disney's California Adventure Park eröffnet.

## Geschichte

### Konzept und Gestaltung
Das heutige Gelände von Disney California Adventure wurde in den 1950er Jahren von Walt Disney erworben und diente über 40 Jahre lang als Parkplatz von Disneyland. Nach dem Erfolg des Multi-Park-Geschäftsmodells in Walt Disney World Resort in Florida beschloss der Disney-Konzern, Walt Disneys ursprünglichen Themenpark ebenfalls in einen Multi-Park-Resortkomplex zu verwandeln.
Im Januar 1989 bat Michael Eisner die Imaganeers um Ideen für neue Disney-Attraktionen in Südkalifornien zu entwickeln. Walt Disney Imagineering lieferte seinem CEO zwei Konzepte: Westcot Center und Disney Seas. 1991 kündigte Disney schließlich Pläne zum Bau von WestCOT an, einer Westküstenversion des damaligen EPCOT Centers, das auf dem Parkplatz von Disneyland entstehen sollte. Es traten mehrere Probleme auf, die schließlich zur Absage des Projekts führten. Es war ein umfangreicher Landerwerb erforderlich, obwohl die um Disneyland entstandenen Wohngebiete die Bodenpreise in die Höhe schießen ließen, und tausende von Bewohnern umgesiedelt werden wollten. Die Anwohner behaupteten, dass die Lichtverschmutzung durch den Park nachts zu stark sei und dass die Nachbildung von Spaceship Earth ein Schandfleck geworden wäre. Angesichts von Schätzungen, die sich auf fast 3 Milliarden Dollar beliefen, und der erheblichen finanziellen Probleme des Unternehmens mit dem kürzlich eröffneten Disneyland Resort Paris wurde das Projekt 1995 aufgegeben.
Im Sommer 1995 trafen sich die Disney-Führungskräfte zu einer dreitägigen Klausurtagung in Aspen, Colorado, wo sie die Idee für einen kalifornischen Themenpark mit dem Namen Disney’s California Adventure Park hatten, der auf demselben Gelände wie WestCOT gebaut werden sollte. Für den Bau des Parks, Downtown Disney und von Hotels wurden 1,4 Milliarden Dollar veranschlagt. Disneys Führungskräfte wollten California Adventure zu einem Themenpark machen, um die Gäste im Resort zu halten. Dazu müsste auch kein neues Land gekauft werden, da der größte Teil des Parks auf dem 40 Hektar großen Disneyland-Parkplatz liegen würde. Der damalige Präsident von Disneyland, Paul Pressler, vertraute bei der Gestaltung des Parks den Merchandising- und Einzelhandelsmitarbeitern anstelle von Imagineers. Als erwachsenenorientierter Park – ähnlich wie Epcot – standen Restaurants und Einkaufsmöglichkeiten im Mittelpunkt der Gestaltung. Die Bauarbeiten für den Park begannen am 22. Januar 1998. Der Bau des Parks wurde von Downtown Disney und dem Disney's Grand Californian Hotel begleitet, außerdem wurden das Disneyland Hotel und das Disneyland Pacific Hotel renoviert.

### Eröffnung und Kritiken

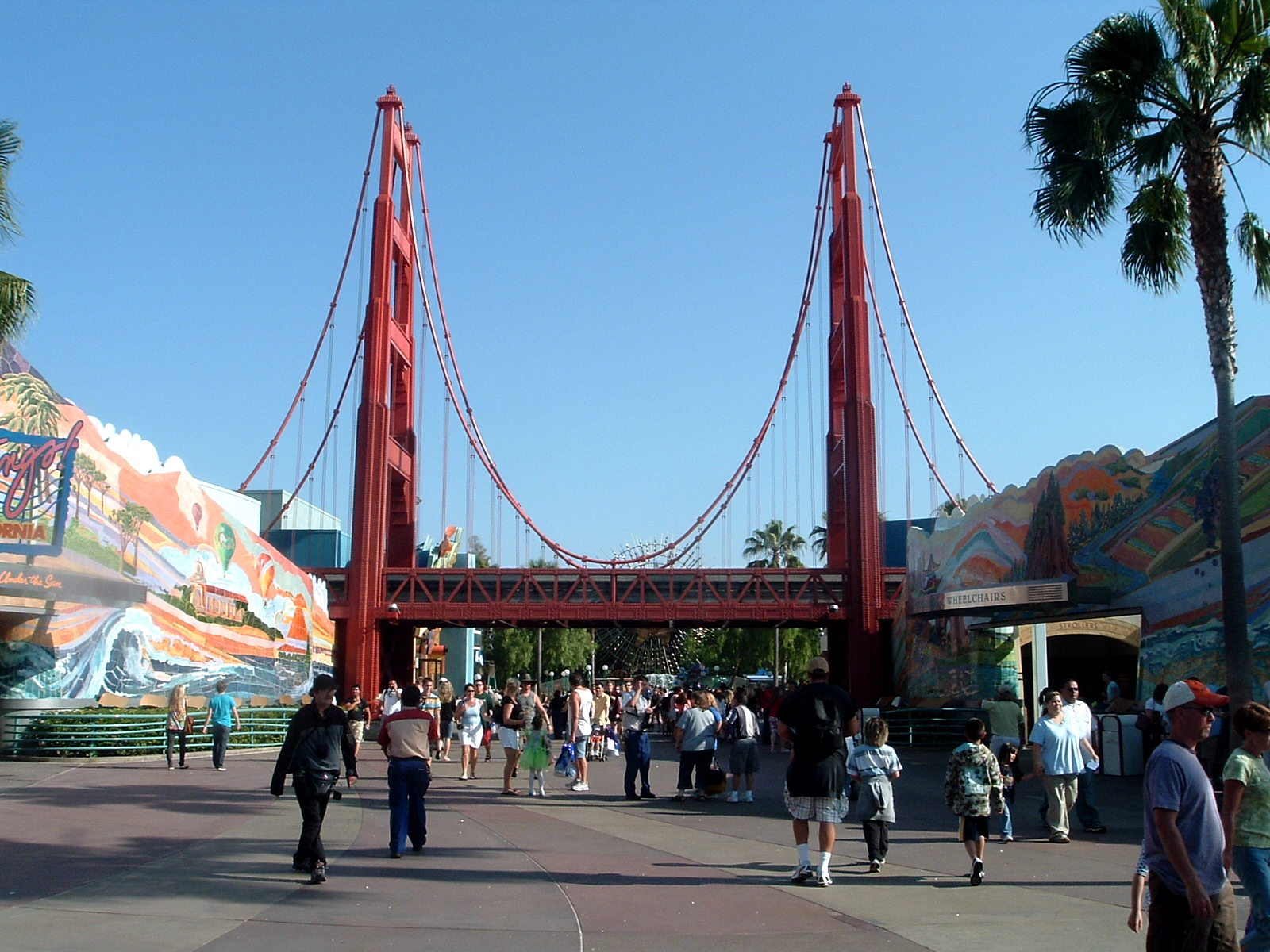
Der Eingangsbereich zu den Anfangszeiten des Parks

Als der Park am 8. Februar 2001 eröffnet wurde, rechnete man mit einem großen Besucherandrang. Es gab vier Themenbereiche mit 22 Shows und Attraktionen und 15 Restaurants. In diesem Jahr war die Besucherzahl jedoch wesentlich geringer als erwartet. Es wird vermutet, dass dies auf die negativen Kritiken der ersten Besucher zurückzuführen war. So hatte Disney den Park ursprünglich nur für Erwachsene und nicht für Kinder geplant, was zu erheblicher Kritik führte.
Der Park hatte im Eröffnungsjahr 5 Millionen Besuchern, während sein Schwesterpark Disneyland im selben Zeitraum 12,3 Millionen Besucher zählte. Aufgrund der geringen Besucherzahlen senkte Disney die Eintrittspreise für California Adventure um bis zu 10 $. Im ersten Jahr hatte der Park durchschnittlich 5.000 bis 9.000 Besucher an Wochentagen und 10.000 bis 15.000 an den Wochenenden, obwohl er eine Kapazität von 33.000 Besuchern hatte. Besucherumfragen ergaben, dass 20 % der Besucher des Parks im ersten Jahr mit ihrem Erlebnis zufrieden waren. Im Oktober 2001 hatten sowohl Wolfgang Puck als auch Robert Mondavi ihre hochkarätigen Restaurants im Park geschlossen und begründeten dies mit dem geringen Besucherandrang.
In der Dokumentarserie The Imagineering Story aus dem Jahr 2019 beschrieb der damalige Kreativdirektor von Walt Disney Imagineering, Kevin Rafferty, wie er und seine Kollegen über den ursprünglichen Entwurf von California Adventure dachten:

„Much to our chagrin, it didn't adhere to our fundamental design principles of theme park design. There were all these visual cues that were kind of contradictory. There were great big California letters. There was a stylized Golden Gate Bridge that was kind of foreshortened and was kind of fake and suggested that this wasn't a real place, and the supergraphics on the toy store. And the first statement that you saw when you walked into the gate with the sharp sun. And you know, frankly, you could have seen that at a shopping mall in Newport Beach. It's like 'why is it here?'“

„Sehr zu unserem Leidwesen entsprach er nicht unseren grundlegenden Gestaltungsprinzipien für Themenparks. Es gab all diese visuellen Anhaltspunkte, die irgendwie widersprüchlich waren. Es gab große kalifornische Buchstaben. Es gab eine stilisierte Golden Gate Bridge, die irgendwie verkürzt war und den Eindruck erweckte, dass es sich nicht um einen echten Ort handelte, und die Supergrafiken auf dem Spielzeugladen. Und die erste Botschaft, die man sah, als man durch das Tor ging, mit der merkwürdigen Sonne. Ehrlich gesagt, das hätte man auch in einem Einkaufszentrum in Newport Beach sehen können. Man fragt sich: "Warum ist das hier?"“

### Erste Änderungen und Erweiterungen
Zwei Hauptkritikpunkte des Parks im ersten Jahr waren das Fehlen von Attraktionen, die Kinder ansprechen, und das Fehlen einer nächtlichen Show oder Parade, um die Besucher davon abzuhalten, den Park bei Einbruch der Dunkelheit zu verlassen. Innerhalb des ersten Betriebsjahres wurden Disney's Electrical Parade und Who Wants to Be a Millionaire - Play It! in den Park gebracht, und mehrere der ursprünglichen Fahrgeschäfte und Attraktionen wurden geschlossen, darunter Superstar Limo und die Bühnenshow Disney's Steps in Time. Während der Weihnachtssaison 2001 wurde Disney's LuminAria in der Paradise Bay präsentiert. Im Oktober 2002 wurde der Bereich Flik's Fun Fair eröffnet, der zusätzliche Attraktionen für Kinder enthielt, und im Mai 2004 wurde The Twilight Zone Tower of Terror als weitere große Attraktion eröffnet. Der Park bot regelmäßig saisonale Aktionen wie Konzertreihen, Essensfestivals und Aktionen für andere Walt Disney Company-Franchises. Monsters, Inc. Mike & Sulley to the Rescue! wurde im Januar 2006 im ehemaligen Superstar Limo Gebäude eröffnet.

### Große Umgestaltung und Erweiterung

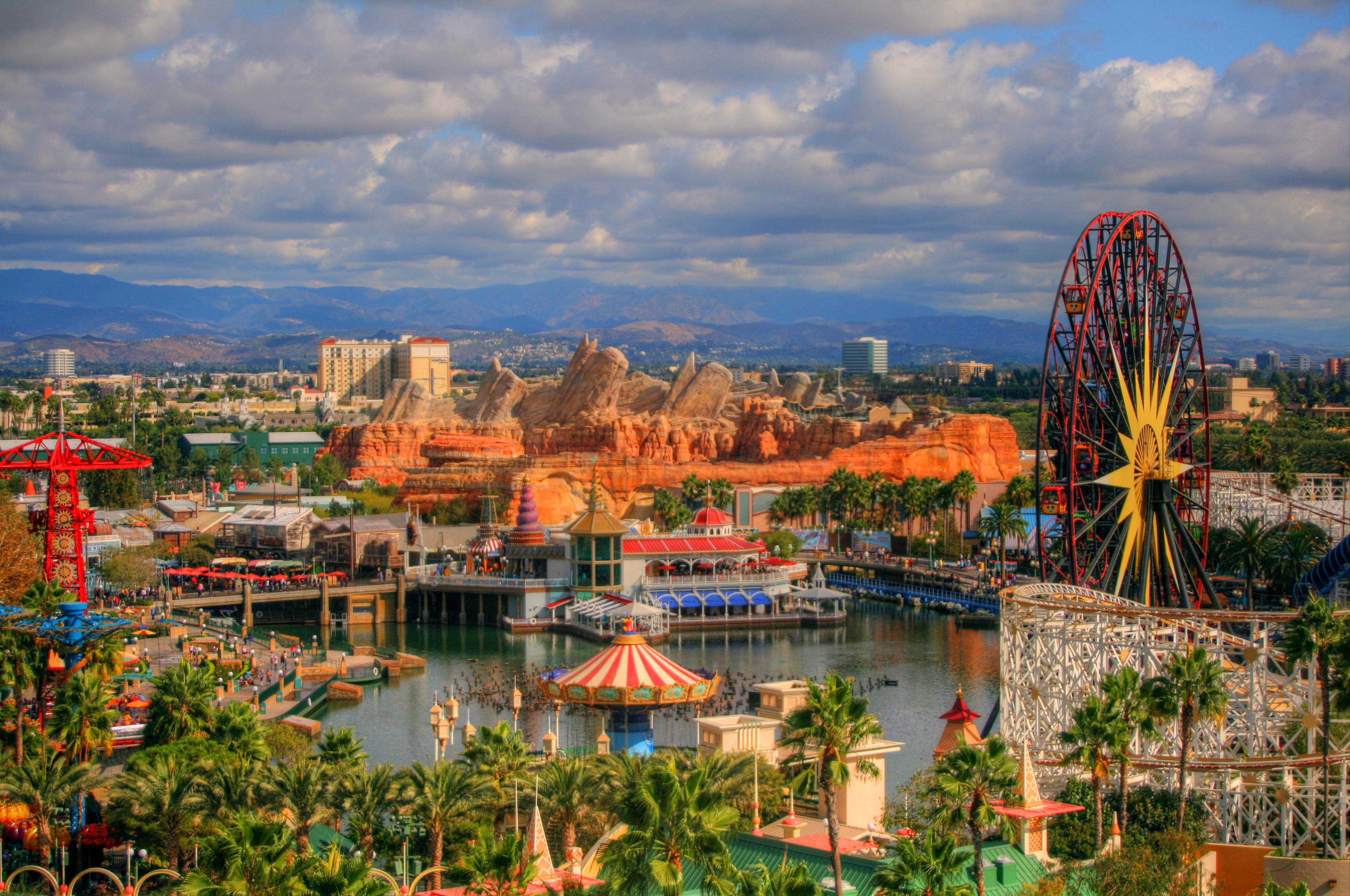
Der Park im Jahr 2012

Im Jahr 2007 begann Disney mit den Planungen für eine umfassende Modernisierung des Parks. Bob Iger zog kurzzeitig in Erwägung, California Adventure und den Disneyland Park zu einem großen Park zusammenzulegen, aber das hätte so viel gekostet wie eine komplette Umgestaltung von California Adventure. Am 17. Oktober 2007 kündigte die Walt Disney Company einen mehrjährigen, 1,1 Milliarden Dollar teuren Umgestaltungs- und Erweiterungsplan für den Disney's California Adventure Park an (gegenüber den ursprünglichen Baukosten von 600 Millionen Dollar). Zu den einschneidendsten Veränderungen des Parks gehörten eine komplette Überarbeitung des Haupteingangs, des Sunshine Plaza und des Paradise Pier sowie eine Erweiterung des letzten Parkplatzes, der ursprünglich als künftige Wachstumsfläche für den Park vorgesehen war. Das Projekt begann im Dezember 2007 und wurde in mehreren Etappen abgeschlossen. Toy Story Midway Mania! wurde im Juni 2008 am Paradise Pier eröffnet, wo sich zuvor ein Geschäft und Restaurants befanden. World of Color, eine nächtliche Wasser- und Lichtshow in der Paradise Bay, wurde im Juni 2010 eröffnet. Die kleine Meerjungfrau: Ariel's Undersea Adventure wurde im Juni 2011 an der Stelle eröffnet, an der früher das Golden Dreams Theater stand. Die Bauarbeiten wurden 2012 abgeschlossen.
Mit der Neugestaltung und Erweiterung des Parks stiegen die Besucherzahlen dramatisch an. Im Jahr 2012 erreichte Disney California Adventure einen Besucherrekord von über 7 Millionen Besuchern (ein Anstieg von 23 % gegenüber dem Vorjahr), eine Zahl, die Disney im ersten Jahr des Bestehens des Parks zu erreichen hoffte. Am Tag der Wiedereinweihung des Parks wurde eine Rekordzahl von 43.000 Besuchern an einem Tag verzeichnet. In der Nacht vor der Wiedereinweihung zelteten über 500 Menschen vor dem Park, um als erste eingelassen zu werden. Zwei Tage später erreichte der Park einen neuen Rekord von 45.000 Besuchern.

### COVID-19-Pandemie-Schließungen, teilweise und vollständige Wiedereröffnung
Disney California Adventure wurde zusammen mit Disneyland ab dem 14. März 2020 als Reaktion auf die COVID-19-Pandemie auf unbestimmte Zeit geschlossen. Der Park sollte zusammen mit Disneyland am 17. Juli wiedereröffnet werden, aber aufgrund der steigenden Zahl von Fällen in Kalifornien blieben beide Parks geschlossen. Im Oktober 2020 wurde angekündigt, dass die Buena Vista Street als Erweiterung des Downtown Disney District eröffnet werden sollte. Diese Erweiterung würde zusätzliche Geschäfte und Restaurants für die Besucher des Disneyland Resorts ermöglichen, während die Parks gemäß den staatlichen Richtlinien geschlossen blieben. Am 5. März 2021 gab die kalifornische Gesundheitsbehörde bekannt, dass Disney California Adventure ab dem 1. April 2021 mit eingeschränkter Kapazität wiedereröffnet werden darf. Disney-CEO Bob Chapek gab in der darauffolgenden Woche bekannt, dass das Unternehmen die offizielle Wiedereröffnung des Parks für Ende April 2021 plane. Am 17. März 2021 gab Disney Parks, Experiences and Products bekannt, dass sowohl Disney California Adventure als auch Disneyland offiziell am 30. April 2021 mit begrenzter Kapazität und Richtlinien zur sozialen Distanzierung/Maske wiedereröffnet werden würden. Im Sommer 2021 wurden die Maskenrichtlinien im Disneyland Resort gelockert, aber schließlich im Juli als Reaktion auf die Belastung durch das Delta für die Innengeschäfte und Attraktionen wieder eingeführt.

## Themenbereiche
Die im Folgenden im Uhrzeigersinn aufgelisteten acht Themenbereiche beherbergt Disney California Adventure:

Themenbereiche im Disney California Adventure
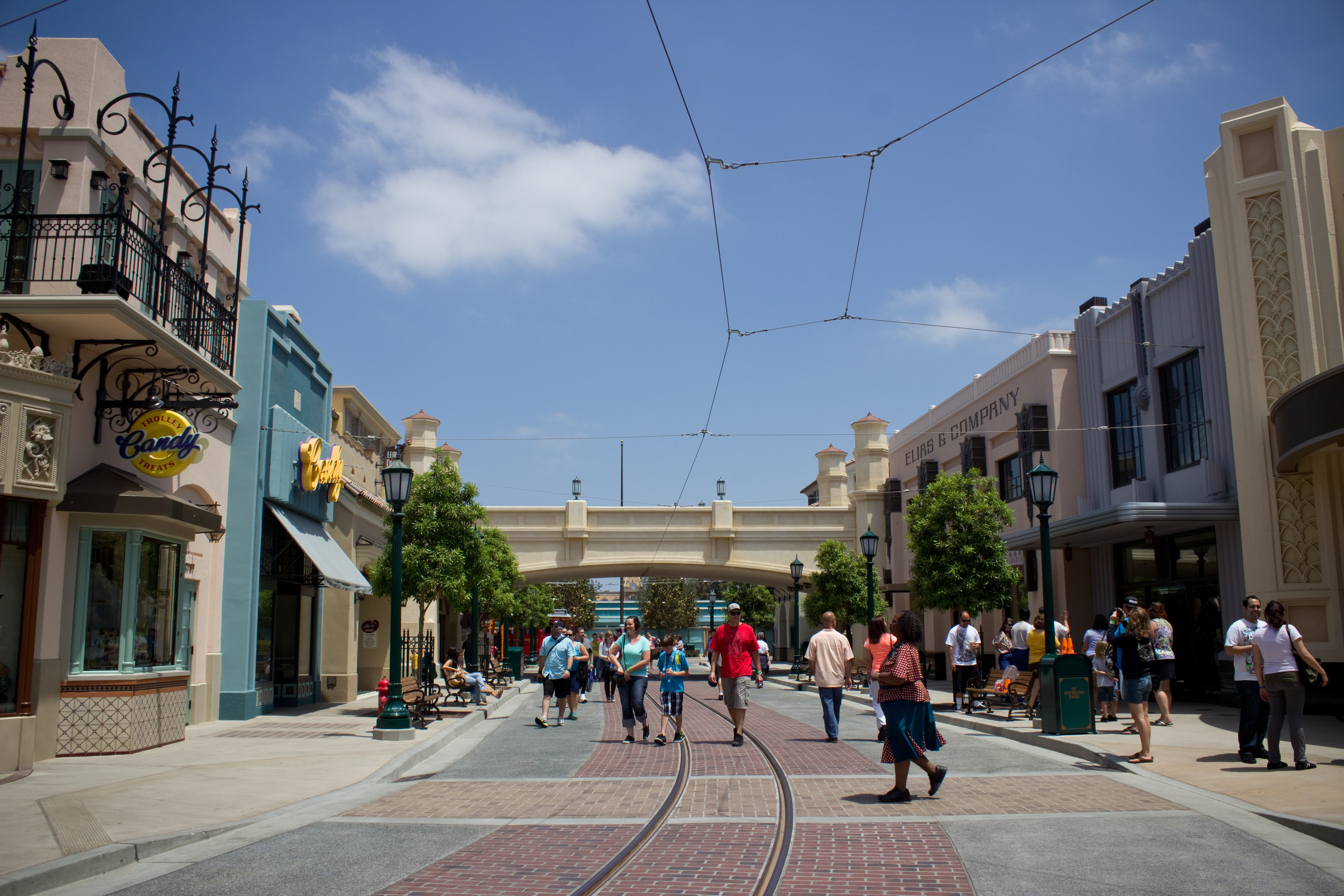
Buena Vista Street
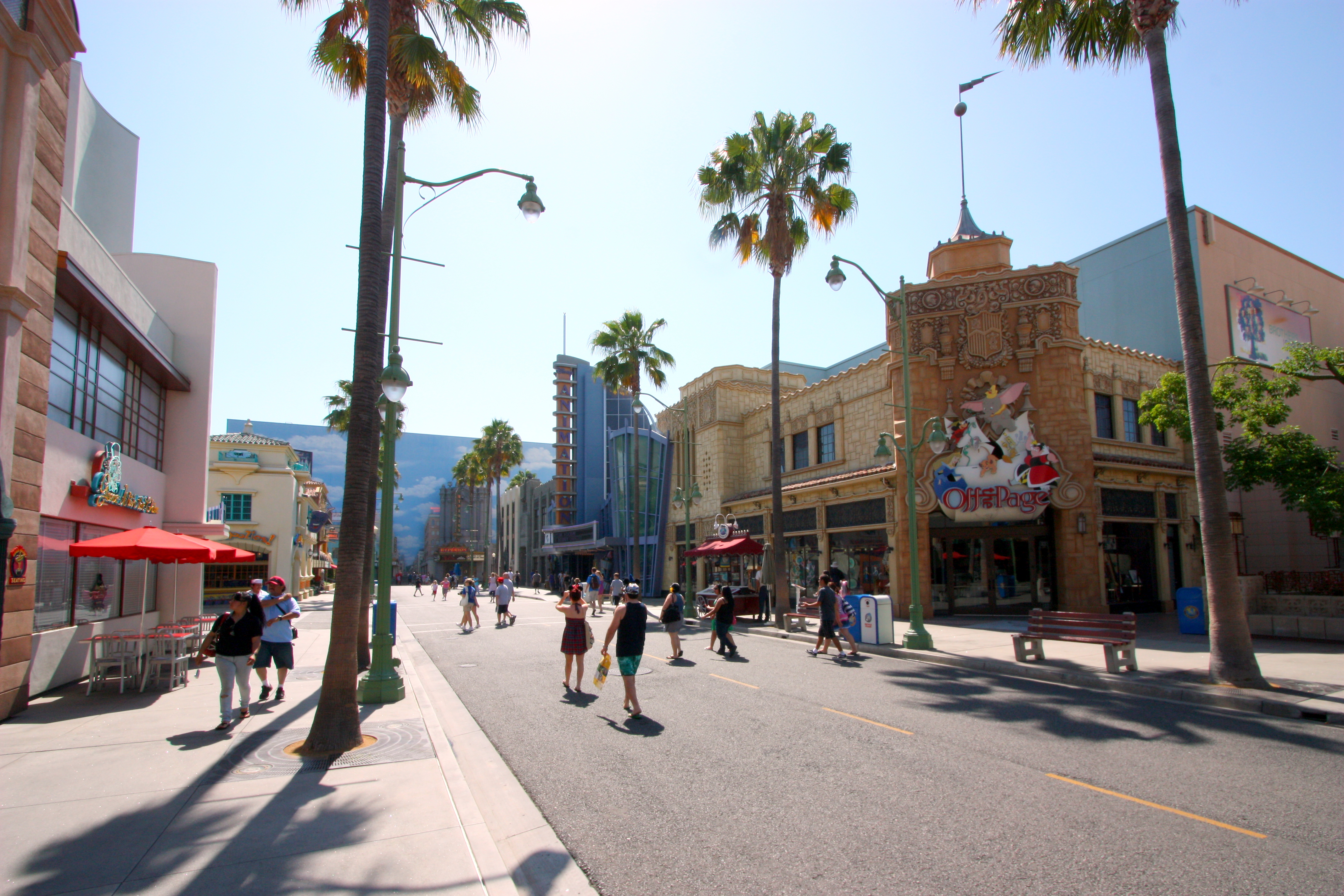
Hollywood Land
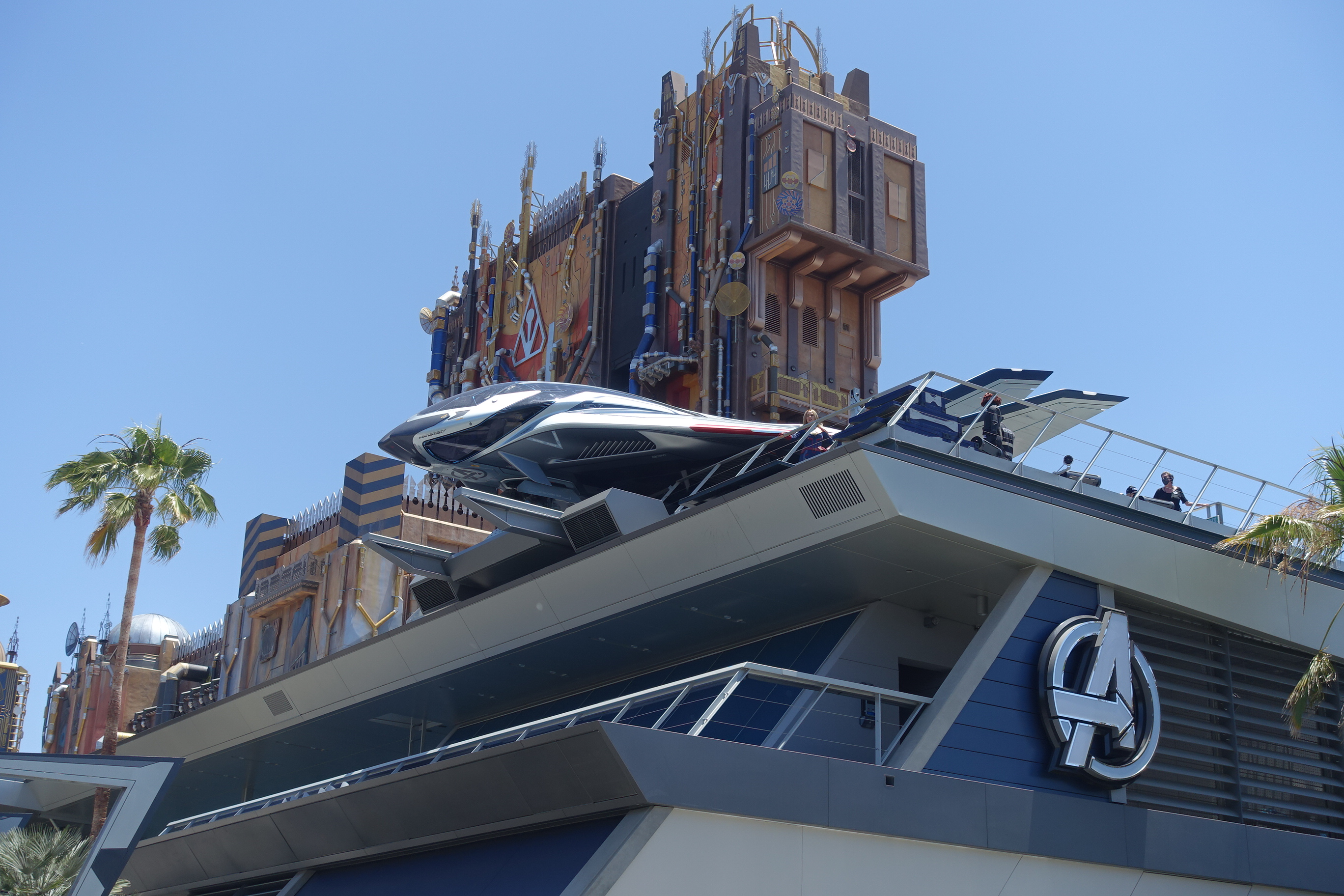
Avengers Campus
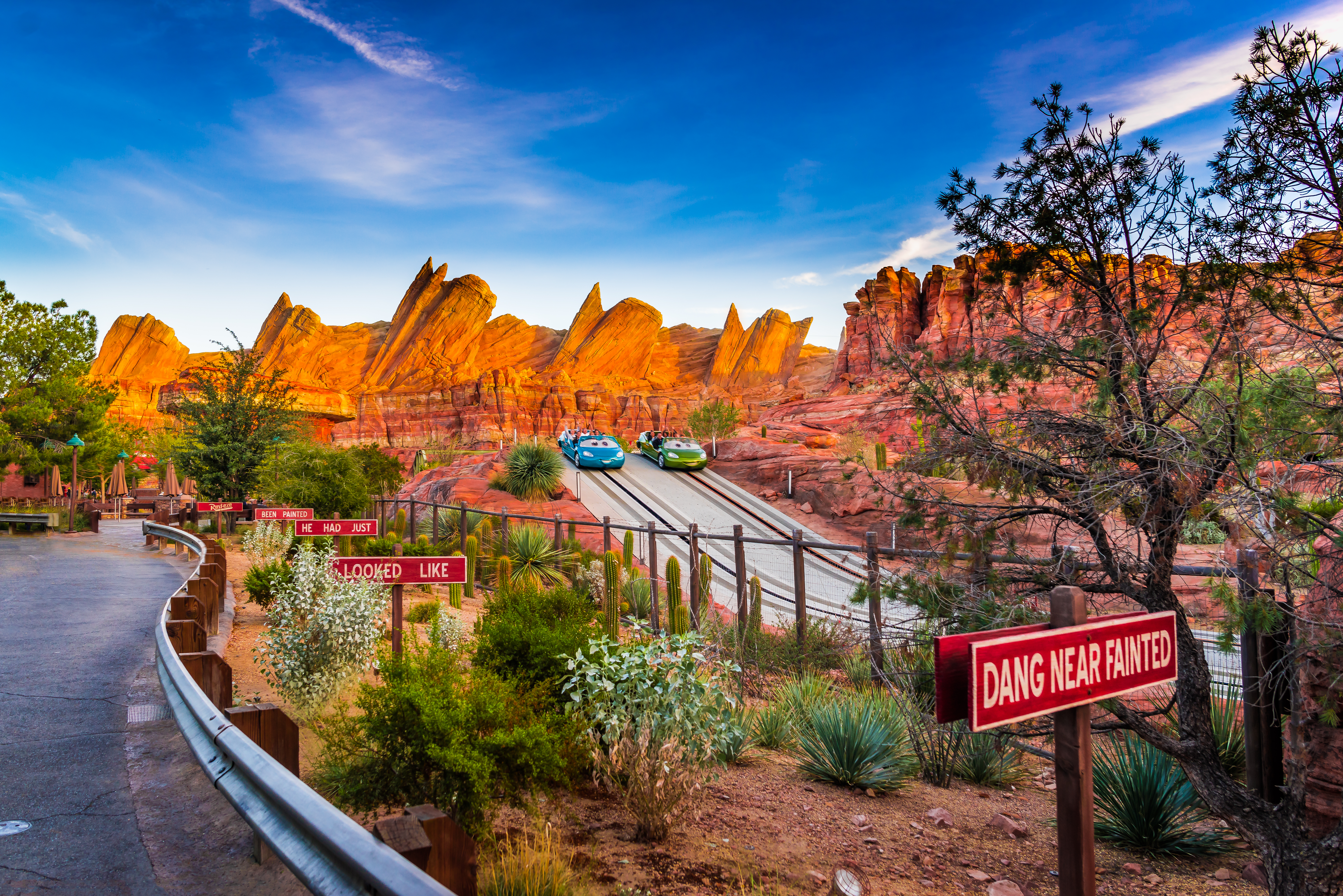
Cars Land
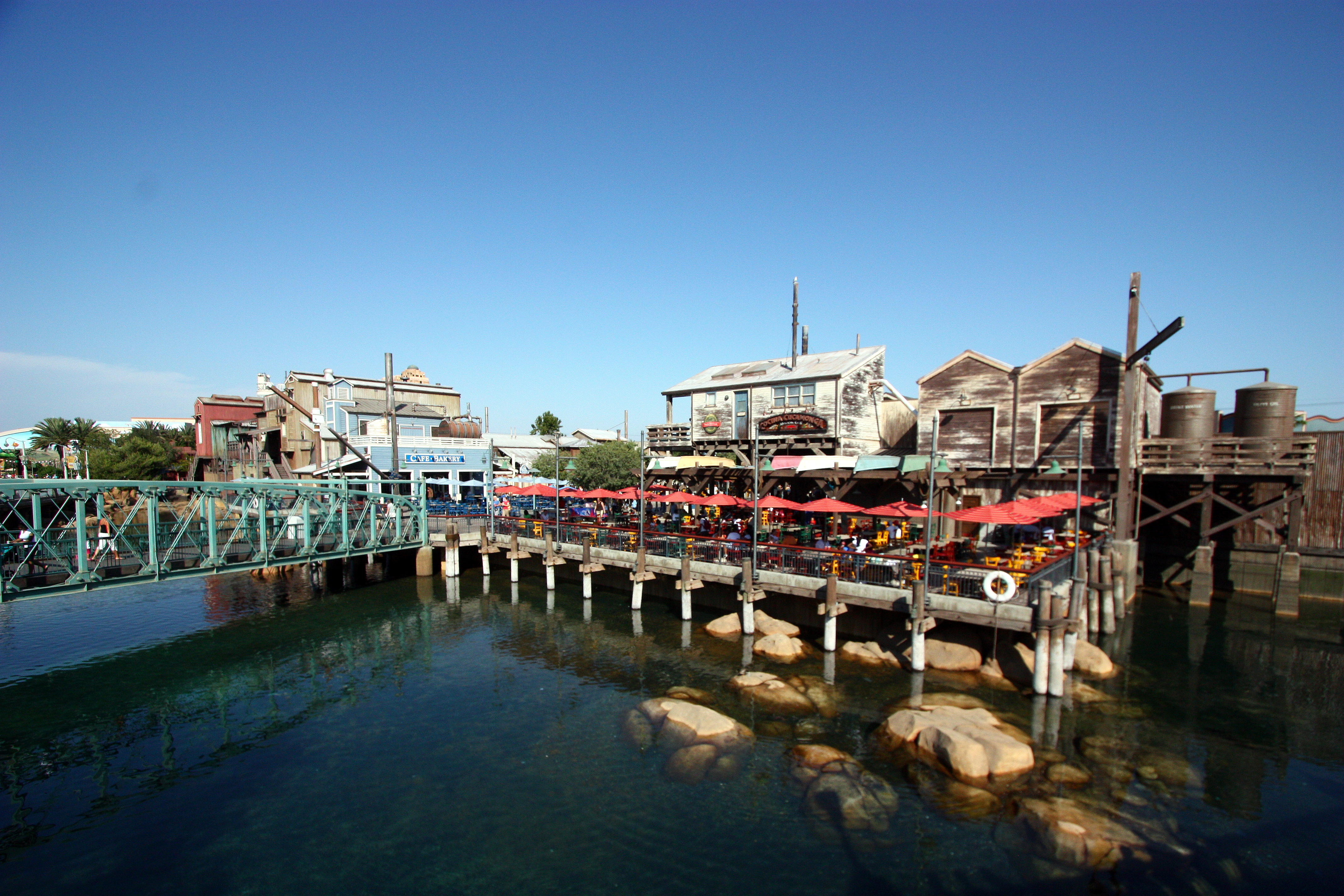
San Fransokyo Square
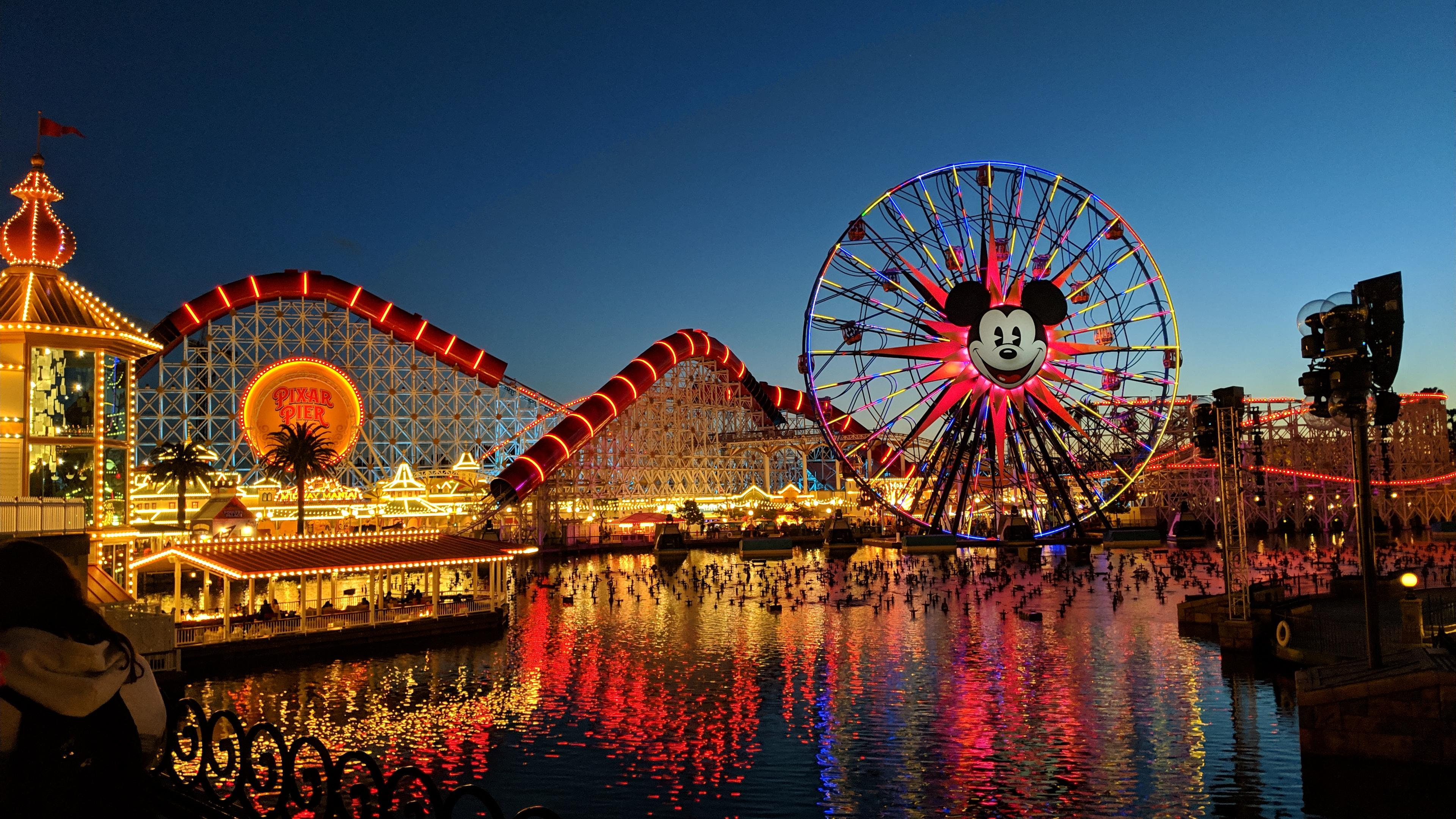
Pixar Pier
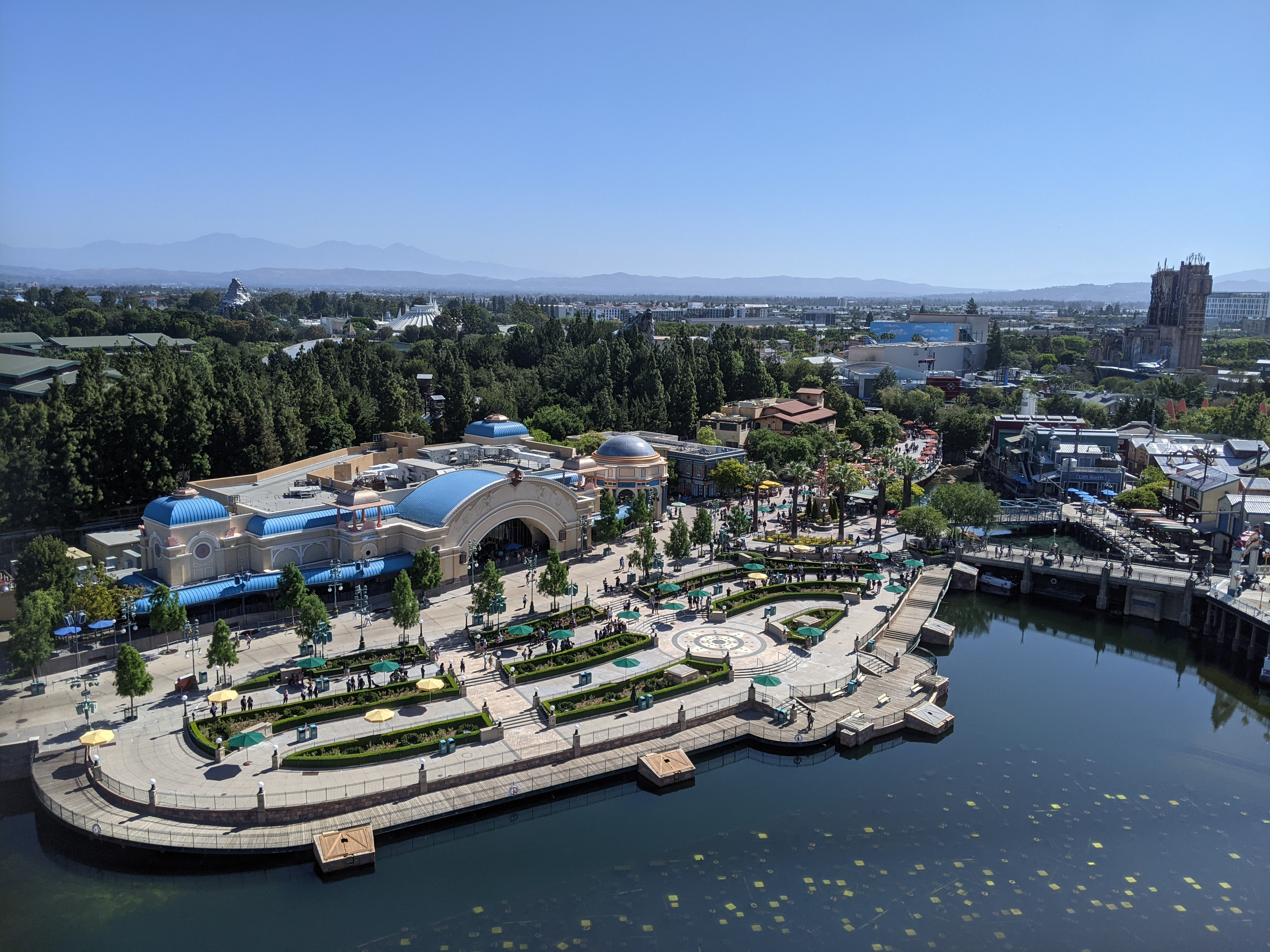
Paradise Gardens Park
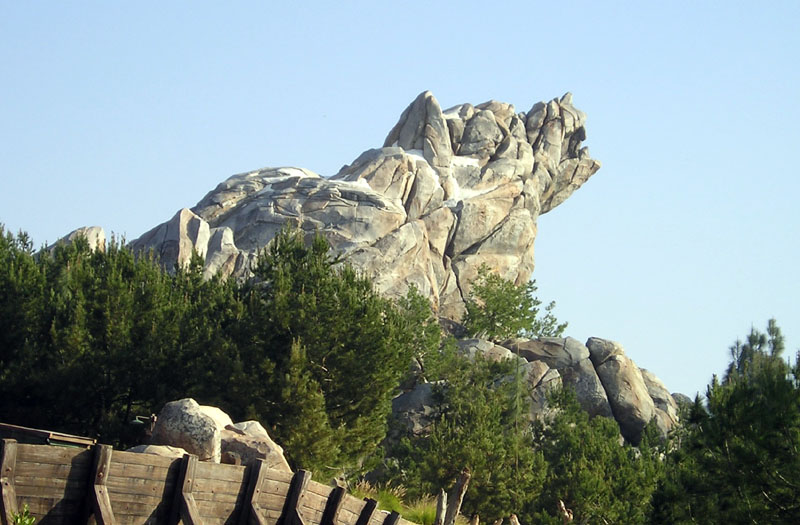
Grizzly Peak

### Buena Vista Street
Die Buena Vista Street ist der erste Bereich, den man beim Betreten des Parks sieht. Sie stellt das Los Angeles der 1920er Jahre dar, als Walt Disney zum ersten Mal dort ankam. Ähnlich wie die Main Street, U.S.A. im Disneyland Park hat sie Geschäfte, Restaurants und ein Transportsystem. An ihrem Ende befindet sich ein zentraler Knotenpunkt zu anderen Bereichen. An diesem Knotenpunkt befinden sich die Eingänge zu Hollywood Land, Grizzly Peak und Pacific Wharf. In der Mitte der Buena Vista Street, auch Carthay Circle genannt, befindet sich eine Nachbildung des Carthay Circle Theaters, das den Mittelpunkt des Parks bildet. Das Carthay Circle Theater war das Theater, in dem 1937 Disneys Schneewittchen und die sieben Zwerge uraufgeführt wurde.

### Hollywood Land
Hollywood Land ist vom Goldenen Zeitalter Hollywoods in den 1930er Jahren inspiriert. Es umfasst Attraktionen aus den Bereichen Film, Fernsehen und Theater sowie einen Teilbereich namens Hollywood Studios, der wie ein aktives Studiogelände aussehen soll. In diesem Teilbereich befinden sich der 3D-Film Mickey's PhilharMagic und die Monsters, Inc. Mike & Sulley to the Rescue!, ein Dark Ride, der auf den Figuren aus Disney-Pixar's Die Monsters AG basiert. Das Gelände beherbergt auch das Hyperion Theater mit 2000 Plätzen, in dem früher Frozen - Live at the Hyperion aufgeführt wurde. Zwischen Monster's Inc. und Mickey's Philharmagic befindet sich Stage 17: Backlot Premiere Shop, ein großer Laden, der Marvel-Artikel anbietet.
Disney Junior - Live on Stage! wurde am 25. März 2011 im Disney Theater eröffnet und zeigte Bühnenproduktionen wie Mickey Mouse Clubhouse, Sofia the First, Doc McStuffins und Jake and the Never Land Pirates. Es wurde durch die Disney Junior Dance Party ersetzt, die am 26. Mai 2017 eröffnet wurde und in der zuletzt Mickey and the Roadster Racers, Doc McStuffins, Vampirina und The Lion Guard zu sehen waren. Neben dem Disney Theater befindet sich das Animationsgebäude, in dem der Sorcerer's Workshop (eine begehbare Ausstellung, die sich auf die Grundlagen der Animation konzentriert und herausfindet, welche Disney-Figur zur eigenen Persönlichkeit passt), die Animation Academy (ein Workshop, in dem die Gäste lernen, wie man beliebte Disney-Figuren zeichnet), Turtle Talk with Crush und ein Elsa & Anna Meet and Greet stattfinden. Außerhalb des Animationsgebäudes und des Disney Theaters befinden sich die beiden Hauptgeschäfte des Parks: Off the Page und Gone Hollywood.
Die Toiletten im Bezirk sind im Stil des Storer House von Frank Lloyd Wright in den Hollywood Hills von Los Angeles gestaltet. Die Struktur aus gestempeltem Beton ist typisch für das bahnbrechende Design von Wright.

### Avengers Campus
Der Avengers Campus ist vom Marvel Cinematic Universe (MCU) inspiriert und bietet Attraktionen, die auf Charakteren aus den Marvel Comics und den Medien des MCU basieren. Das Gebiet ist um einen Avengers-Campus herum angelegt, der sich auf dem ehemaligen Sperrgebiet eines Komplexes von Stark Industries und Strategic Scientific Reserve befindet. Zu den Attraktionen und Restaurants gehören Guardians of the Galaxy - Mission: Breakout!, Web Slingers: A Spider-Man Adventure, das Ancient Sanctum und die Pym Test Kitchen. Das Gebiet wurde am 4. Juni 2021 auf dem ehemaligen Gelände von A Bug's Land eröffnet.

### Cars Land
Cars Land erstreckt sich über 49.000 m² und enthält drei Attraktionen. Die größte Attraktion, Radiator Springs Racers, ist ein Dark Ride, der die Technologie von Epcot's Test Track nutzt. Mit einem geschätzten Budget von 200 Millionen US-Dollar ist es die teuerste jemals gebaute Themenparkbahn. Die anderen Attraktionen im Cars Land sind Familienattraktionen: Hook's Junkyard Jamboree und Luigi's Rollickin' Roadsters. Hook's Junkyard Jamboree wurde zusammen mit Cars Land im Jahr 2012 eröffnet. Luigi's Rollickin' Roadsters eröffnete am 7. März 2016 und ersetzte Luigi's Flying Tires.

### San Fransokyo Square
San Fransokyo Square liegt zwischen dem Pixar Pier und dem Avengers Campus und ist thematisch dem alten Hafen von Monterey, Kalifornien, nachempfunden - eine Hommage an die dortige Fischereiindustrie. Die Bakery Tour ist die einzige Attraktione in San Fransokyo Square.

### Pixar Pier
Der Pixar Pier ist thematisch an viele der großen Filme der Pixar Animation Studios angelehnt und ist in vier Bereiche unterteilt: Incredibles Park, Toy Story Boardwalk, Pixar Promenade und Inside Out Headquarters. Das Gebiet umfasst das Pixar Pal-A-Round, Incredicoaster, Jessie's Critter Carousel, Games of Pixar Pier, Toy Story Midway Mania und den Inside Out Emotional Whirlwind.

### Paradise Gardens Park
Paradise Gardens ist das größte Themenland in Disney California Adventure. Es befindet sich in der Mitte des Parks und hat direkte Eingänge zum Pixar Pier, Pacific Wharf und Grizzly Peak. Paradise Gardens bietet fünf verschiedene Attraktionen, darunter Goofy's Sky School, Silly Symphony Swings, Jumpin' Jellyfish, Golden Zephyr und The Little Mermaid ~ Ariel's Undersea Adventure.

### Grizzly Peak
Das Thema von Grizzly Peak ist die kalifornische Wildnis und die Nationalparks, insbesondere die Yosemite- und Redwood-Nationalparks. Die Hauptattraktion ist der Grizzly River Run, eine Goldrausch-ähnliche Stromschnellenfahrt um den Gipfel des Grizzly Peak. In der Nähe befindet sich der Redwood Creek Challenge Trail, ein Spielplatz, der Elemente aus Disneys Bärenbrüder und Disney-Pixar's Oben enthält. In diesem Bereich befindet sich ein Eingang, der ausschließlich für Gäste des Disney's Grand Californian Hotel & Spa zugänglich ist.

## Frühere Themenbereiche

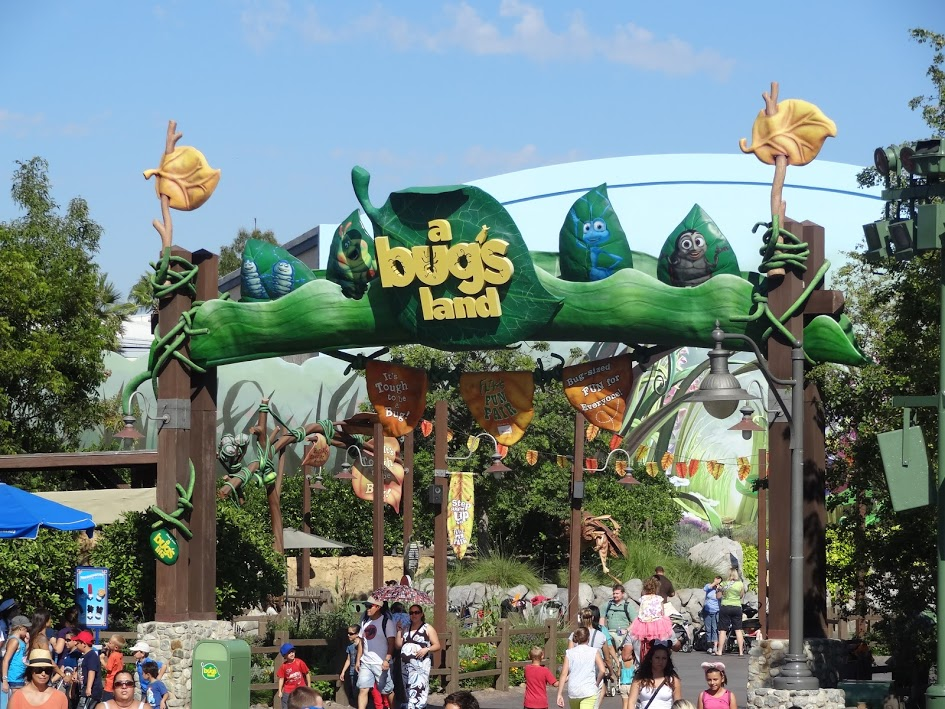
A Bug's Land

### A Bug's Land
A Bug's Land war aus der Sicht von Flik, der Erfinderameise aus dem Disney-Pixar-Film Das große Krabbeln, zu sehen, in dem übergroße menschliche Gegenstände verstreut waren. Es enthielt Flik's Fun Fair (eine Sammlung von thematischen, familien- und kinderfreundlichen Attraktionen wie Flik's Flyers, Francis' Ladybug Boogie, Tuck & Roll's Drive 'em Buggies, Heimlich's Chew Chew Train und Dot's Puddle Park). Es wurde als erste Erweiterung des Parks im Jahr 2002 eröffnet, um die familienfreundlichen Attraktionen des Parks zu erweitern. Das Land wurde um die bestehende Attraktion It's Tough to Be a Bug! herum gebaut, ein 3D-Film, der auf A Bug's Life basiert und 2001 mit dem Park eröffnet wurde.

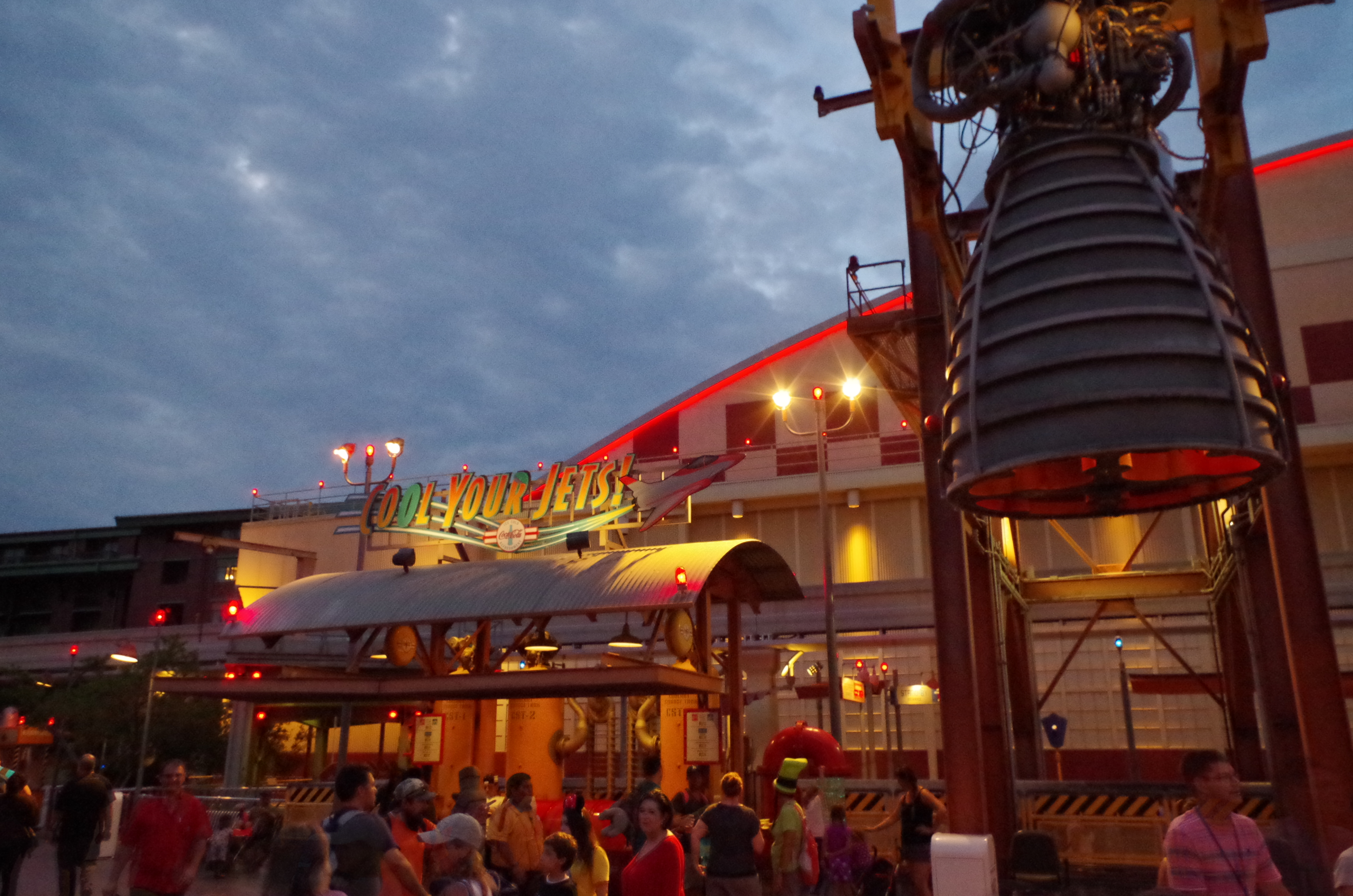
Condor Flats im Jahr 2014

### Condor Flats
Condor Flats war ursprünglich ein Unterbereich des Golden State Distrikts und war ein Wüstenflugplatz sowie eine Testanlage, die Kaliforniens Luftfahrtgeschichte feierte und die Heimat von Soarin' Over California ist. Im Jahr 2015 wurde das Themengebiet umfassend renoviert und zum Grizzly Peak Airfield, einem neuen Teilbereich von Grizzly Peak, umgestaltet.

### Golden State
Golden State war einer der vier ursprünglichen Themenbereiche oder Distrikte von Disney California Adventure. Das weitläufige Gebiet war in sechs Unterbereiche unterteilt, die verschiedene Aspekte Kaliforniens und seiner Geschichte thematisierten: seine Luftfahrtgeschichte (Condor Flats), seine Nationalparks (Grizzly Peak Recreational Area), seine Agrarindustrie (Bountiful Valley Farm), seine Weinindustrie (Golden Vine Winery), San Francisco (The Bay Area) und Montereys Cannery Row (Pacific Wharf).Teile des Gebiets wurden im Laufe der Jahre auf andere Gebiete übertragen, und der Name wurde 2012 aufgegeben. Das ursprüngliche Gebiet von Golden State umfasste den gesamten heutigen Grizzly Peak, Pacific Wharf und Condor Flats sowie Teile des heutigen Paradise Pier, Avengers Campus und Cars Land.

### Sunshine Plaza
Der Sunshine Plaza, der Eingang zu Disney California Adventure, bestand aus zwei Teilen, dem Golden Gateway und dem Gateway Plaza. Das Golden Gateway begann eigentlich außerhalb des Parks und hier fanden sich die riesigen Buchstaben, die CALIFORNIA darstellen. Im Gateway Plaza sah man den Mittelpunkt des Themenparks, die riesige Sonne.

## Achterbahnen
| Name               | Typ              | Hersteller | Eröffnungsjahr | Bemerkungen | Weblinks |
| ------------------ | ---------------- | ---------- | -------------- | --- | -------- |
| Goofy's Sky School | Wilde Maus       | Mack Rides | 2001           | Fuhr bis 2010 unter dem Namen Mulholland Madness.                                                                          |          |
| Incredicoaster     | Launched Coaster | Intamin    | 2001           | Fuhr bis 2017 unter dem Namen California Screamin’. Seit 2018 ist die Bahn nach dem Film Die Unglaublichen 2 thematisiert. |          |

## Parkbetrieb

### Alkoholpolitik
Im Gegensatz zum Disneyland Park (mit Ausnahme des Club 33 am New Orleans Square und Oga's Cantina in Star Wars: Galaxy's Edge) werden in Disney California Adventure in allen Restaurants, Ständen und Kiosken Bier, Wein und Cocktails serviert. Der Park veranstaltet auch das Disney California Adventure Food & Wine Festival, eine jährliche Veranstaltung mit einer Reihe von Themenkiosken, die jeweils Speisen und Getränke aus einem bestimmten Bereich der kalifornischen Küche anbieten.

### Jährliche Events
- Das Disney California Adventure Food & Wine Festival, das 2006 ins Leben gerufen, 2011 ausgesetzt und 2016 nach einer fünfjährigen Pause wiederbelebt wurde, ist ein jährliches Festival, das die Küche, den Wein und das Bier Kaliforniens feiert und im Frühjahr stattfindet. Im Jahr 2020 wurde es nach zwei Wochen abrupt beendet und für 2021 abgesagt, beides als Folge der COVID-19-Pandemie.
- Das Lunar New Year Festival (ursprünglich als Happy Lunar New Year Celebration in Disneyland ins Leben gerufen) ist ein Festival, das 2013 erstmals in Disney California Adventure stattfand. Das Fest feiert die chinesische, vietnamesische und koreanische Kultur und umfasst asiatisch inspirierte Speisen und eine Prozession, die im Januar und/oder Februar stattfindet.
- Das Disney Festival of Holidays ist ein von kulturellen Traditionen inspiriertes Festival, das 2016 ins Leben gerufen wurde und im Winter stattfindet. Die Veranstaltung kehrte während der Weihnachtssaison 2017 für ihr zweites Jahr zurück und fügte neue Unterhaltungs- und Speiseangebote hinzu.
- Der Oogie Boogie Bash ist eine separate Veranstaltung, die ab 2019 an ausgewählten Abenden im September und Oktober stattfindet. Der Park schließt mehrere Stunden früher und die Besucher können spezielle Halloween-Aktivitäten erleben.

### Live-Aufführungen
- Früher konnten die Gäste im Hyperion Theater Frozen - Live at the Hyperion sehen, eine einstündige Musicalversion des gleichnamigen Films. Die Show nutzte Projektionen und Spezialeffekte, um das fiktive Königreich Arendelle mit Anna, Elsa, Olaf und Kristoff zu erschaffen. Frozen - Live at the Hyperion im Hyperion Theater öffnete am 27. Mai 2016 für das Publikum und wurde nach der Wiedereröffnung des Parks im April 2021 eingestellt.
- Disney Junior Dance Party! war eine Veranstaltung, bei der die jüngeren Gäste Disney Junior Figuren wie Sofia die Erste, Doc McStuffins und Timon sehen konnten. Die Show wurde nach der Wiedereröffnung des Parks im April 2021 eingestellt.
- Five and Dime ist eine reisende Straßenshow mit den musikalischen Talenten von Dime und ihren fünf Bandkollegen. Man kann sie in ihrem Auto im Stil der 1920er Jahre durch Hollywood Land fahren sehen. Nach der Wiedereröffnung von Disney California Adventure wurde die Vorstellung auf eine Bühne vor dem Carthay Circle-Brunnen verlegt.
- Red Car Newsboys ist die lebhafte Straßenshow von Disney California Adventure mit singenden, tanzenden Zeitungsjungen und dem Besuch einer Überraschungsfigur. Die Show ist derzeit aufgrund der COVID-19-Pandemie pausiert.
- World of Color ist ein nächtliches Wasser- und Lichtspektakel, das die Paradise Bay in eine Wasserleinwand verwandelt. Die 22-minütige Wassershow zeigt Szenen aus beliebten Disney- und Pixar-Filmen und kann mit den Made with Magic-Ohren und -Accessoires genutzt werden. Während der Ferienzeit wird eine Weihnachtsversion der Show angeboten. Die Show ist derzeit aufgrund der COVID-19-Pandemie unterbrochen.
- Die Paint the Night Parade wurde nach Disney California Adventure verlegt, nachdem sie zuvor in Disneyland zu sehen war. Aufgrund der COVID-19-Pandemie ist die Parade noch nicht zurückgekehrt.

### Charaktere
- Anna und Elsas königlicher Empfang ist eines der beliebtesten Treffen mit den Figuren im Park. Die beiden Schwestern aus Die Eiskönigin sowie Olaf und gelegentlich Kristoff treffen die Gäste täglich in der Disney Animation. Aufgrund der COVID-19-Pandemie ist das Meet-and-Greet noch nicht zurückgekehrt.
- Die Figuren aus dem Marvel Cinematic Universe (MCU) Captain America, Spider-Man, Captain Marvel und Black Panther treffen die Gäste derzeit täglich im Avengers Campus. Darüber hinaus treffen Thor, Loki, Black Widow, Hawkeye und Doctor Strange gelegentlich Gäste im Avengers Campus, entweder an ausgewiesenen Treffpunkten oder als wandernde Attraktionen. Groot trifft die Gäste auch täglich vor der Attraktion Guardians of the Galaxy - Mission: Breakout!.
- Buzz Lightyear, Woody, Sulley, Mr. Incredible, Elastigirl und andere Pixar-Figuren treffen die Gäste an verschiedenen Orten am Pixar Pier.
- Die Pixar Pals Cavalcade begann nach der Wiedereröffnung des Parks im Sommer 2021. Den ganzen Tag über fährt ein grüner Armeemann einen Jeep voller Andys Spielzeug und wird von Figuren aus verschiedenen Pixar-Filmen verfolgt, darunter Woody, Jessie, Bo Peep, Mr. Incredible, Elastigirl und Frozone.

## Besucherzahlen
| 2000er  | Jahr     | | 2001 | 2002 | 2003 | 2004 | 2005 | 2006 | 2007 | 2008 | 2009 |
| 2000er  | Besucher | 5,00 | 4,70 | 5,31 | 5,60 | 5,80 | 5,95 | 5,68 | 5,57 | 6,10 | |
| 2010er  | Jahr     | 2010 | 2011 | 2012 | 2013 | 2014 | 2015 | 2016 | 2017 | 2018 | 2019 |
| 2010er  | Besucher | 6,29 | 6,34 | 7,78 | 8,51 | 8,77 | 9,38 | 9,30 | 9,57 | 9,86 | 9,86 |
| 2020er  | Jahr     | 2020 | | | | | | | | | |
| 2020er  | Besucher | 1,92 | | | | | | | | | |
| Quellen | Quellen  | [ 37 ] [ 38 ] [ 39 ] [ 40 ] [ 41 ] [ 42 ] [ 43 ] [ 44 ] [ 45 ] [ 46 ] [ 47 ] [ 48 ] [ 49 ] [ 50 ] [ 51 ] [ 52 ] [ 53 ] [ 54 ] [ 55 ] [ 56 ] [ 37 ] | [ 37 ] [ 38 ] [ 39 ] [ 40 ] [ 41 ] [ 42 ] [ 43 ] [ 44 ] [ 45 ] [ 46 ] [ 47 ] [ 48 ] [ 49 ] [ 50 ] [ 51 ] [ 52 ] [ 53 ] [ 54 ] [ 55 ] [ 56 ] [ 37 ] | [ 37 ] [ 38 ] [ 39 ] [ 40 ] [ 41 ] [ 42 ] [ 43 ] [ 44 ] [ 45 ] [ 46 ] [ 47 ] [ 48 ] [ 49 ] [ 50 ] [ 51 ] [ 52 ] [ 53 ] [ 54 ] [ 55 ] [ 56 ] [ 37 ] | [ 37 ] [ 38 ] [ 39 ] [ 40 ] [ 41 ] [ 42 ] [ 43 ] [ 44 ] [ 45 ] [ 46 ] [ 47 ] [ 48 ] [ 49 ] [ 50 ] [ 51 ] [ 52 ] [ 53 ] [ 54 ] [ 55 ] [ 56 ] [ 37 ] | [ 37 ] [ 38 ] [ 39 ] [ 40 ] [ 41 ] [ 42 ] [ 43 ] [ 44 ] [ 45 ] [ 46 ] [ 47 ] [ 48 ] [ 49 ] [ 50 ] [ 51 ] [ 52 ] [ 53 ] [ 54 ] [ 55 ] [ 56 ] [ 37 ] | [ 37 ] [ 38 ] [ 39 ] [ 40 ] [ 41 ] [ 42 ] [ 43 ] [ 44 ] [ 45 ] [ 46 ] [ 47 ] [ 48 ] [ 49 ] [ 50 ] [ 51 ] [ 52 ] [ 53 ] [ 54 ] [ 55 ] [ 56 ] [ 37 ] | [ 37 ] [ 38 ] [ 39 ] [ 40 ] [ 41 ] [ 42 ] [ 43 ] [ 44 ] [ 45 ] [ 46 ] [ 47 ] [ 48 ] [ 49 ] [ 50 ] [ 51 ] [ 52 ] [ 53 ] [ 54 ] [ 55 ] [ 56 ] [ 37 ] | [ 37 ] [ 38 ] [ 39 ] [ 40 ] [ 41 ] [ 42 ] [ 43 ] [ 44 ] [ 45 ] [ 46 ] [ 47 ] [ 48 ] [ 49 ] [ 50 ] [ 51 ] [ 52 ] [ 53 ] [ 54 ] [ 55 ] [ 56 ] [ 37 ] | [ 37 ] [ 38 ] [ 39 ] [ 40 ] [ 41 ] [ 42 ] [ 43 ] [ 44 ] [ 45 ] [ 46 ] [ 47 ] [ 48 ] [ 49 ] [ 50 ] [ 51 ] [ 52 ] [ 53 ] [ 54 ] [ 55 ] [ 56 ] [ 37 ] | [ 37 ] [ 38 ] [ 39 ] [ 40 ] [ 41 ] [ 42 ] [ 43 ] [ 44 ] [ 45 ] [ 46 ] [ 47 ] [ 48 ] [ 49 ] [ 50 ] [ 51 ] [ 52 ] [ 53 ] [ 54 ] [ 55 ] [ 56 ] [ 37 ] |